# Remix
Remix (também conhecido em português como remixagem ou remistura) é uma música modificada por outra pessoa ou pelo próprio produtor. Essa modificação, na maioria dos casos, é feita por um DJ, onde ele coloca uma batida rápida e efeitos adicionais, criando uma versão geralmente dançante na música remixada.

## Tipos de Remix
Existem diversos tipos de remixes como Dance Remix, Trance Remix, Hybrid Remix, Hard Remix, Megamix, Vocal Remix entre outros.
Apesar da maioria das músicas remixadas serem em versão dançante, o remix não precisa ser, necessariamente, assim. Existem remixes onde o andamento da música não é alterado, ficando na forma original e não em uma versão dançante. Este tipo de remix foi muito famoso nos anos 1980 e é uma alternativa nova para proporcionar outros tipos de músicas de acordo com a evolução musical do público. 
Um remix deve obrigatoriamente ter a permissão do autor original, caso contrário será uma cópia modificada não autorizada, ou seja, um "bootleg".
Quando duas músicas com melodias comuns são misturadas, geralmente sem a permissão autoral e com o uso de playbacks e acapellas, trata-se duma mescla musical, conhecida também pelo anglicismo mashup. 